# Mikael Bodlore-Penlaez
Mikael Bollore-Penlaez (a més Mikael Bodlore-Penlaez, civilment Bolloré),(Brest, 24 de febrer de 1975) és un autor, cartògraf i militant bretó. També és una de les persones que facilitaren l'origen de l'extensió d'internet .bzh.

## Biografia
Mikael Bollore-Penlaez fa atles temàtics i també cobreix temes relacionats específicament amb Bretanya o de les minories nacionals. El 2011, va escriure amb Divi Kervella l'Atlas de Bretagne, primer atles bilingüe francès-bretó i en 2015 l'Atlas des mondes celtiques amb Erwan Chartier. El 2012 va escriure un llibre-disc sobre música clàssica bretona en col·laboració amb el violoncel·lista Aldo Ripoche. Després dels debats sobre el nou mapa de les regions, el 2014, va escriure un llibre satíric (La France charcutée, petite histoire du "big bang territorial"), situant la reforma territorial en el seu context històric.
L'Atles de Bretanya va rebre en 2011 el Prix du Livre Produit en Bretagne en la categoria preferida i el primer premi regional de la llengua bretona. El CD-llibre de música bretona clàssica també va rebre el Prix du Livre Produit en Bretagne el 2013 en la categoria de llengua bretona.
Mikael Bollore-Penlaez és un dels actors en la iniciativa de l'extensió d'internet .bzh. El 2006, va llançar la petició (al web Geobreizh.com, portal geogràfic bretó que va fundar amb Divi Kervella) per a la creació d'una extensió internet .bzh per a Bretanya, el que va portar a la posició oficial del moltes comunitats (incloent el Consell Regional de Bretanya). És vicepresident de l'Associació www.bzh que porta aquest projecte i que el 13 de maig de 2013 va rebre l'autorització per a la Icann per explotar-la.
Especialista en Minories Nacionals, el 1999 va fundar el portal d'Internet eurominority.eu, que dirigeix el 2010, l'Atles de les nacions sense estat, panorama dels principals pobles minoritaris d'Europa, llibre traduït a l'anglès i al gallec. Compromès amb el dret dels pobles a decidir el seu futur i la lliure autodeterminació determinació, va participar en la plataforma YesBreizh.net que promou la independència de Bretanya.

## Publicacions

### Obres
- Guide des drapeaux bretons et celtes (amb Divi Kervella), Éd. Yoran Embanner, 2008 ISBN 978-2-916579-12-2
- Atlas des Nations sans État en Europe, peuples minoritaires en quête de reconnaissance, Éd. Yoran Embanner, 2010 ISBN 978-2-914855-71-6
  - Atlas of Stateless Nations in Europe, minority peoples in search of recognition (traduït a l'anglès per Ciaran i Sarah Finn), Éd. Y Lolfa, 2011 ISBN 978-1847713797
  - Atlas das Nações sem Estado da Europa, povos minoritarios na procura de reconhecimento (traduït al gallec par Abrahan Bande Paz i Fernando Corredoira), Éd. Através, 2017 ISBN 978-84-16545-11-7
- Atlas de Bretagne / Atlas Breizh (amb Divi Kervella), Éd. Coop Breizh, 2011 ISBN 978-2843464959
- Musique classique bretonne / Sonerezh klasel Breizh, Cras, Ladmirault, Le Flem, Le Penven, Ropartz... (amb Aldo Ripoche), Éd. Coop Breizh, 2012 ISBN 978-2-84346-563-5
- Bretagne, les questions qui dérangent (amb Pierre-Emmanuel Marais & Lionel Henry), Éd. Yoran Embanner, 2014 ISBN 978-2-916579-78-8
- La France charcutée, petite histoire du "big bang territorial", Éd. Coop Breizh, 2014 ISBN 978-2-84346-722-6
- Atlas des mondes celtiques / Atlas ar bed keltiek (amb Erwan Chartier-Le Floch & Divi Kervella), Éd. Coop Breizh, 2014 ISBN 978-2-84346-693-9
- Réunifier la Bretagne, région contre métropoles ? (amb les Géographes de Bretagne,sota la direcció de Yves Lebahy i Gael Briand), Éd. Skol Vreizh, 2015 ISBN 978-2367580425
- Gwenn-ha-Du, le drapeau breton (col·lecció "Trilogie des symboles de Bretagne"), Éd. Coop Breizh, 2015 ISBN 978-2843467233
- Bro Gozh ma Zadoù, l'hymne national breton (col·lecció "Trilogie des symboles de Bretagne"), Éd. Coop Breizh, 2015 ISBN 978-2843467240
- BZH, l'abréviation bretonne (col·lecció "Trilogie des symboles de Bretagne"), Éd. Coop Breizh, 2015 ISBN 978-2843467257

#### Pròximament
- Atles dels països catalans / Atlas of the Catalan countries / Atlas des pays catalan, trilingüe (traduït al català i anglès per David ar Rouz), Éd. Yoran Embanner, 2015

#### Participació en obres com a cartògraf
- Jean Cras, Polymath of Music and Letters, Paul Andre Bempechat (autor), Éd. Ashgate Publishing Limited, 2009 ISBN 978-0754606833
- Histoire de Bretagne, Le point de vue breton, Jean Pierre Le Mat (autor), Éd. Yoran Embanner, 2010 ISBN 978-2914855754
- Die Geschichte der Bretagne, der Bretonische Standpunkt, Jean Pierre Le Mat (autor), Éd. Yoran Embanner, 2010 ISBN 978-2914855761
- Bretons des Kerguelenn, Ronan Larvor (autor), Éd. Yoran Embanner, 2011 ISBN 978-2916579191
- Histoire d'Alsace, le point de vue alsacien, François Waag (autor), Éd. Yoran Embanner, 2012 ISBN 978-2914855662
- Un Modèle politique breton ? Enquêtes, analyses, entretiens, portraits, Valérie Le Nigen, Christian Gouerou, Erwan Chartier-Le Floch (autors), Nono (il·lustrador), Éd. Coop Breizh, 2014 ISBN 978-2-84346-642-7
- Histoire de l'écologie en Bretagne, Tudi Kernalegenn (autor), Éd. Goater, 2014 ISBN 978-2-918647-38-6
- Connaissance de la Bretagne des origines à nos jours (DVD), Jean-Jacques Monnier & Olivier Caillebot (autors), Éd. Skol Vreizh, 2014
- Histoire de l'Ukraine, le point de vue ukrainien, Tina et Luc Pauwels (autors), Éd. Yoran Embanner, 2015 ISBN 978-2-36747-011-5
- Le monde des anciens Celtes, Venceslas Kruta (autor), Éd. Yoran Embanner, 2015 ISBN 978-2-36747-012-2

### Mapes
- Peuples minoritaires d'Europe, 2004
- Cent Nations d'Europe, 2005 (réédition 2013)
- Généalogie des Rois et Ducs de Bretagne, 2007
- Bretagne : Géographie d'une Nation historique d'Europe (60 pays traditionnels de Bretagne), 2007 (reedició 2013)
- 9 pays, 5 départements, 1 500 communes de Bretagne, 2008
- Peuples du monde, 2009
- Pays frisons, 2010
- Langues d'Europe, 2010
- Carte du monde en breto, 2011
- Val de Loire, 2012
- Kurdistan en kurd, 2012
- Peuples d'Europe, Carte ethnographique des nations et régions historiques, 2012
- Europako Nazioak, Nazio burujabeen eta estaturik ez duten nazioen mapa, 2014 (amb l'hebdomadari Argia)

### Exposicions
- Des cartes pour comprendre la Bretagne, Institut culturel de Bretagne & Éd. Coop Breizh, 2011
- Musique classique bretonne, Académie Paul Le Flem & Éd. Coop Breizh, 2012
- Les mondes celtiques, voyage cartographique, Institut culturel de Bretagne & Éd. Coop Breizh, 2015

### Articles
- Cinq ans d'actualités des nations sans État et des minorités nationales (recull d'articles apareguts a eurominority.eu), (amb David Forniès), Mondivers/Eurominority, 2010